# Rat in the Kitchen
Rat in the Kitchen è il settimo album in studio del gruppo reggae britannico UB40, pubblicato nel 1986.

## Tracce
1. All I Want to Do – 5:33
2. You Could Meet Somebody – 4:52
3. Tell It Like It Is – 3:36
4. The Elevator – 3:25
5. Watchdogs – 4:18
6. Rat in Mi Kitchen – 6:58
7. Looking Down at My Reflection – 3:27
8. Don't Blame Me – 3:36
9. Sing Our Own Song – 7:21